# (3242) Бахчисарай
(3242) Бахчисарай (лат. Bakhchisaraj) — типичный астероид главного пояса, открыт 22 сентября 1979 года советским астрономом Николаем Черных в Крымской астрофизической обсерватории и 11 июля 1987 года назван в честь города Бахчисарая.

## Обнаружение и именование
(3242) Бахчисарай
Открыт 22 сентября 1979 года в Научном Н. С. Черных.
Назван в честь города в Крыму — центра района, в котором расположена Крымская астрофизическая обсерватория. Название широко известно благодаря поэме Пушкина "Бахчисарайский фонтан".
Оригинальный текст (англ.)3242 Bakhchisaraj
Discovered 1979-09-22 by Chernykh, N. at Nauchnyj.
Named for a town in the Crimea, the center of the district in which the Crimean Astrophysical Observatory is located. The name is widely known, thanks to Pushkin's poem "The Bakhchisaraj Fountain".
Источники: DISCOVERY.DB; M.P.C. 12015.

## Орбита

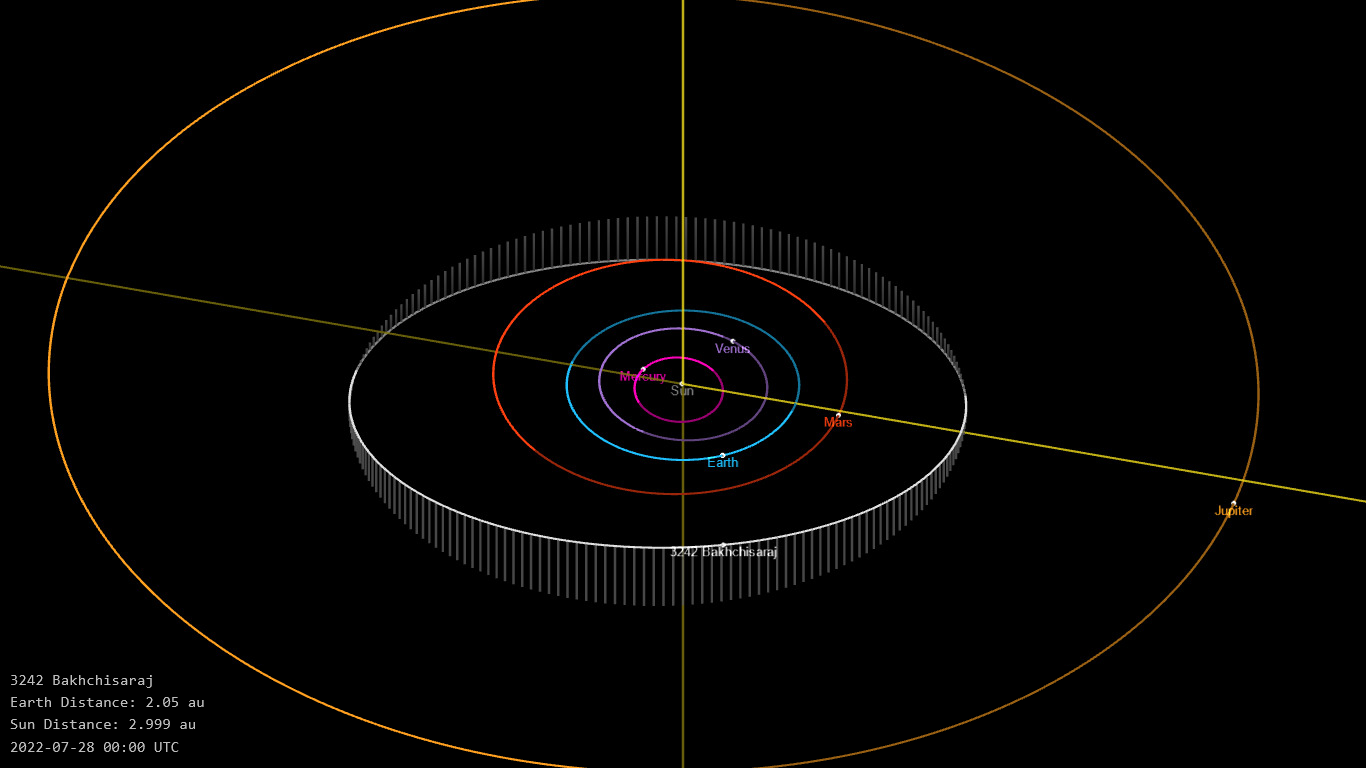
Орбита астероида Бахчисарай и его положение в Солнечной системе

## Физические характеристики
Из наблюдений системы телескопов панорамного обзора и быстрого реагирования Pan-STARRS следует, что астероид относится к таксономическому классу S.
По результатам наблюдений в видимом и ближнем инфракрасном диапазоне космического телескопа NEOWISE диаметр астероида сначала оценивался равным 7,69±0,17 км, позже — 7,694±0,172 км. Согласно тем же источникам альбедо оценивается как 0,359±0,073.